# Olšina (národní přírodní památka)
Olšina je národní přírodní památka v katastrálním území obce Polná na Šumavě v okrese Český Krumlov v Jihočeském kraji. Nachází se v Šumavském podhůří na březích rybníka Olšina. Tvoří ji komplex mokřadních ekosystémů, ekosystémů luk, pastvin, slatinných a přechodových rašelinišť s výskytem vzácných druhů rostlin jako je popelivka sibiřská, hořec hořepník, ostřice Davallova, vrba rozmarýnolistá a rojovník bahenní. Na tyto biotopy jsou vázány ohrožené druhy živočichů, ke kterým patří modrásek očkovaný, modrásek bahenní nebo střevlík Ménétriésův.

## Historie
Národní přírodní památka leží na březích rybníka Olšina založeného okolo roku 1370 zlatokorunským klášterem. Využití přilehlých pozemků se od devatenáctého století příliš nezměnilo. V lesích probíhá běžná lesnická činnost a louky sloužily jako zdroj píce pro dobytek. Nejvíce zamokřené pozemky ležely ladem. Nejspíše v padesátých nebo šedesátých letech dvacátého století byly vybudovány hluboké odvodňovací příkopy.

## Přírodní poměry
Národní přírodní památka s rozlohou 83,6 hektarů leží v Šumavském podhůří v nadmořské výšce 732–747 metrů v katastrálním území Polná na Šumavě. Chráněné území je rozděleno do dvou oddělených částí. Větší se nachází mezi severním břehem rybníka a silnicí z Polné na Šumavě do Otic. Menší část leží severně od vsi Olšina na západním břehu rybníka.

### Abiotické poměry
Geologické podloží tvoří pararuly krumlovské série, překryté převážně nezpevněnými sedimenty údolních niv, ale ve východní části severní plochy se vyskytují také sedimenty antropogenní. Z půdních typů se vyvinuly převážně gleje, pseudogleje a v centru severní plochy rašeliništní půdy.
V geomorfologickém členění Česka národní přírodní památka leží v Šumavském podhůří, konkrétně v jeho podcelku Českokrumlovská vrchovina a okrsku Olšinská kotlina. Reliéf kotliny je tektonicky podmíněn a má zvlněný erozně denudační povrch s mělkými otevřenými údolími obklopenými plochými vrcholky a krátkými hřbety. Chráněné území leží v údolí Olšiny (severní plocha) a Malé Olšiny (západní plocha). Oba potoky napájejí rybník Olšina a patří k povodí Vltavy.
V rámci Quittovy klasifikace podnebí se národní přírodní památka nachází v chladné oblasti CH7, pro kterou jsou typické průměrné teploty −3 až −4 °C v lednu a 15–16 °C v červenci. Roční úhrn srážek dosahuje 850–1000 milimetrů, sníh zde leží 100–120 dní v roce. Mrazových dnů bývá 140–160, zatímco letních dnů jen deset až třicet.

### Flóra
Část území porůstá zamokřená smrková olšina, ve které byla v roce 2014 zaznamenána malá, ale vitální populace kriticky ohrožené popelivky sibiřské (Ligularia sibirica). V podobném biotopu byla v roce 2010 nalezena silně ohrožená korálice trojklaná (Corallorhiza trifida). Ze silně ohrožených druhů rostlin roste na bezkolencových loukách v severovýchodní kosené části hořec hořepník (Gentiana pneumonanthe) a kosatec sibiřský (Iris sibirica) a při březích Olšiny vrbina kytkokvětá (Lysimachia thyrsiflora).
Několik metrů čtverečních porůstá vrba rozmarýnolistá (Salix rosmarinifolia), dále se zde vyskytuje ostřice Davallova (Carex davalliana) a prha arnika (Arnica montana). V rašelinném boru roste rojovník bahenní (Rhododendron tomentosum). Druhově bohatá je rašelinná loučka v severozápadní části, na které roste jirnice modrá (Polemonium caeruleum), ostřice přioblá (Carex diandra), ostřice blešní (Carex pulicaris) nebo ostřice Hartmanova (Carex hartmanii). V různých typech prostředí byl nalezen ptačinec dlouholistý (Stellaria longifolia), škarda měkká čertkusolistá (Crepis mollis subsp. hieracioides), tavolník vrbolistý (Spiraea salicifolia), oměj pestrý (Aconitum variegatum) a ostřice stinná (Carex umbrosa). V lesních porostech se vyskytuje plavuň pučivá (Lycopodium annotinum), olšiny a jiné podmáčené porosty využívá kozlík dvoudomý (Valeriana dioica) a vrbovka bahenní (Epilobium palustre) a ve východní části bezkolencových luk roste několik jedinců jalovce obecného (Juniperus communis).

### Fauna
Chráněné území poskytuje životní prostředí pro některé ohrožené druhy živočichů. Kriticky ohroženým druhem zdejších rašelinných luk je střevlík Ménétriésův (Carabus menetriesi). Podmáčené prostředí vyhledává také modrásek očkovaný (Phengaris teleius), modrásek bahenní (Phengaris nausithous), perleťovec mokřadní (Proclossiana eunomia) a žluťásek borůvkový (Colias palaeno). Na přechodných stanovištích mezi lesem a loukami se vyskytuje modrásek lesní (Cyaniris semiargus) a okáč kluběnkový (Erebia aethiop). Z ptáků na podmáčených loukách a u břehů rybníka žije chřástal polní (Crex crex), bekasina otavní (Gallinago gallinago) a slavík modráček (Luscinia svecica).

## Ochrana přírody
Chráněné území vyhlásilo Ministerstvo životního prostředí v kategorii národní přírodní památka s účinností od 15. ledna 2017. Národní přírodní památka je součástí chráněné krajinné oblasti Šumava a ptačí oblasti Boletice. Částečně se překrývá s evropsky významnými lokalitami Boletice (78,9 hektarů) a Šumava (4,73 hektarů).
Předmětem ochrany v národní přírodní památce jsou vybrané ohrožené druhy rostlin a hmyzu (popelivka sibiřská, hořec hořepník, ostřice Davallova, vrba rozmarýnolistá, rojovník bahenní, modrásek očkovaný, modrásek bahenní, střevlík Ménétriésův) a některé ekosystémy:
- přechodná rašeliniště (méně než 1 % rozlohy),
- rašelinné březiny (1,5 %),
- rašelinné brusnicové bory (5,6 %),
- údolní jasanovo-olšové luhy (14,4 %).[13]

Cílem ochrany je udržení a zlepšení kvality přírodních stanovišť a populací na ně vázaných druhů.

## Přístup
Západní plochou národní přírodní památky a podél jižní hranice severní plochy (podél břehu rybníka) vede naučná stezka NPP Olšina.